# Róbert Zeher
Róbert Zeher (Košice, 12 febbraio 1985) è un calciatore slovacco, attaccante del Baník Ostrava.